# Роня, дочка розбійника (фільм)
«Роня, донька розбійника» (Ronia, the Robber's Daughter у Великій Британії, Ronja Rövardotter у Швеції, Ronja Robbersdaughter у США) — шведський фентезійний фільм режисера Таге Даніельссона за мотивами фільму 1981 року, однойменного роману Астрід Ліндгрен, екранізованого самою Ліндгрен. Фільм вийшов у кінотеатри Швеції 14 грудня 1984 року.
Коли через два роки після кінопрем'єри фільм транслювали по телебаченню, він був на двадцять хвилин довший і без цензури (вихід у кінотеатрі дозволяв дивитися від 7 років). Це підштовхнуло дискусію, під час якої критики запитували, чи фільм є більш шкідливим у кінотеатрах, ніж на телебаченні. Фільм був обраний шведською заявкою як найкращий фільм іноземною мовою на 58-й церемонії вручення премії Оскар, але не був прийнятий як номінант.
Окрім оригінальної версії фільму, існує також мультфільм, який був створений Горо Міядзакі на студії Ghibli. Сюжет в анімації схожий на сюжет в оригінальному фільмі.
6 вересня 2021 року було оголошено, що планується знімання серіалу в прямому ефірі. Ганс Розенфельдт пише сценарій, Ліза Джеймс Ларссон режисерує серіал, а Туссе Ланде є кастинг-директором. Було замовлено 12 епізодів, розділених на два сезони. Виробництвом серіалу займається Filmlance Productions, компанія, що стоїть за такими популярними шведськими серіалами, як Beck, Bron, Caliphate.

## Сюжет
Роня, дочка вождя розбійників Маттіса, подружилася з Бірком Боркассоном. Його батько, вождь-розбійник Борка, є головним суперником і найлютішим ворогом батька Роні.
Дія фільму починається в замку Маттіса (Бьор'є Алштедт, батько Роні) та Ловіса (Лена Найман, мати Роні). Жахлива гроза бушує навколо замку, коли Ловіс народжує Роню (Ганна Зеттерберг). Через кілька хвилин після народження дитини блискавка вдаряє в замок і відколює частину замку, створюючи глибоку тріщину в скелі внизу. Потім фільм швидко переміщується на десять років потому, коли Роня достатньо доросла, щоб досліджувати дику природу та навчитися справлятися з небезпеками. Меттіс — голова банди добродушних розбійників, і він попереджає свою дочку про небезпеки, які її можуть зустріти в пустоші. Тим не менш, Роня вирушає в пригоду і стикається з різними істотами та небезпеками, про які вже розповів її батько.
Тим часом інша група розбійників на чолі зі своїм вождем Боркою оселилася в нині відокремленій частині замку, на превелике розчарування Меттіса. Він ще більше розлючений тим, що його суперник Борка блукає по лісах, які Меттіс вважає своєю територією, і в одному випадку навіть грабує здобич Матті. Отже, Меттіс виношує план, як вигнати людей Борьки з лісу.
У Борки є син Бірк (Дан Хофстрем), який народився тієї самої грозової ночі, коли народилася Роня. Під час першої зустрічі між Бірком і Роні виникає якась видатна ворожнеча, але після порятунку Роні, яка застрягла ногою в земляній ямі, вони зрештою стають друзями та разом переживають деякі пригоди. Але їхня дружба повинна зберігатися в таємниці, оскільки їхні батьки ніколи не дозволять зв'язку з ворогуючим кланом. Хоча їхні батьки розлучені постійною ненавистю, вони кілька разів возз'єднуються.
Коли Меттіс викрадає Бірка, щоб змусити групу Борки піти, Роня здає себе як викуп клану Борки, щоб Бірк повернувся до своєї родини. Меттіс ображений вчинком дочки й відмовляється від дочки. Оскільки їхні батьки відмовляються подолати свою ворожнечу, це змушує Бірка та Роню тікати від своїх родин та жити в печері. Зрештою Меттіс приходить відвідати дітей у печері та просить вибачення за свою дурість і те, що відкинув свою доньку.
Клани організовують боротьбу один проти одного, щоб вирішити свою суперечку раз і назавжди, і Маттіс перемагає. Після бою ворожі клани нарешті помирилися та влаштували бенкет у частині замку Меттіса

## Актори
- Ганна Зеттерберг — Роня
- Ден Хофстрем[sv] — Бірк (також Дік Хофстрем)
- Бьор'є Алштедт — Маттіс
- Лена Найман — Ловіс
- Пер Оскарссон — Борка
- Мед Ревентберг — Ундіс
- Аллан Едволл — Скалле-Пер
- Ульф Ізенборг[sv] — Фьосок
- Генрі Оттенбі — Нотас
- Бйорн Вальде[sv] — Стуркас
- Томмі Керберг — Лілл-Кліппен

## Рецензії
Фільм мав великий успіх, ставши найкасовішим фільмом 1984 року у Швеції. Його покази у Швеції відвідало понад 1,5 мільйона осіб.
Зокрема, його сприйняли як дитячий фільм через те, що різні медіа публікували його як дитячий твір. Нью-Йорк таймс, наприклад, написав: «УСІ ті діти в Нью-Йорку, які прагнули подивитися фільм в оригіналі шведською мовою, тепер можуть зібратися до триплексу на 23-й вулиці, де сьогодні відкривається „Роня Робберсдаутер“». Щоб збільшити аудиторію, фільм був відтворений як мультфільм. Еспеланд зазначив: «Історію також зробили мюзиклами, виставами та анімаційним телесеріалом». Це свідчить про те, що фільм не просто сподобався звичайним глядачам, він не менш вразив артистів, які кажуть, що це можливість залучити більше глядачів.

## Адаптації в інших середовищах
Фільм екранізовано як мультфільм із схожою назвою «Роня, донька розбійника». Крім того, є дубляж англійською мовою та колискова, адаптовані з одного фільму. Існує також п'єса Еллісон Грегорі з такою ж назвою.

## Нагороди та відзнаки
Фільм отримав приз читацького журі Berliner Morgenpost. Він брав участь у конкурсі на Золотого ведмедя на 35-му Берлінському міжнародному кінофестивалі в 1985 році, де був нагороджений Срібним Берлінським ведмедем за видатний мистецький внесок. Крім того, фільм розглядався на 58-й церемонії вручення премії «Оскар» як один із найкращих у категорії фільмів іноземною мовою. Хоча його оскаржили та виключили зі списку конкурсантів, його пропозиція показує, що вона певною мірою заслуговує.